# Loxosceles frizzelli
Loxosceles frizzelli là một loài nhện trong họ Sicariidae.
Loài này thuộc chi Loxosceles. Loxosceles frizzelli được miêu tả năm 1967 bởi Gertsch.